# Mbemba Jatta
Mbemba Jatta (* 20. Jahrhundert) ist ein gambischer Politiker.

## Leben
| Parlamentswahl | Stimmen | Stimmanteil |
| -------------- | ------- | ----------- |
| 1982           | 3.506   | 63,84 %     |
| 1987           | 4.248   | 58,86 %     |
| 1992           | 5.667   | 64,41 %     |

Bei den Parlamentswahlen 1982 trat Jatta als Kandidat der People’s Progressive Party (PPP) im Wahlkreis Southern Kombo an. Er konnte den Wahlkreis vor den Kandidaten der National Convention Party (NCP), Ebrima Nyanko C. S. Bojang, mit 63,84 % der Stimmen für sich gewinnen und damit einen Sitz im House of Representatives. Bei den Parlamentswahlen 1987 konnte Jatta seinen Sitz verteidigen, er erlangte 58,86 % der Stimmen. Die Mitbewerber im Wahlkreis Mamadou A. Scattred-Janneh (NCP) und Baba Jarju von der Gambian People’s Party (GPP) erlangten weniger Stimmen. Auch die Parlamentswahlen 1992 gewann er vor Bouba M. M. Touray (NCP), Momodou N. Kassama (PDP) und Dodou M. L. Sarr Demba (GPP) mit 64,41 % der Stimmen mit deutlicher Mehrheit. Nach dem Putsch 1994 von Yahya Jammeh und dem Verbot der PPP trat Jatta bei den Parlamentswahlen 1997 nicht an und trat seitdem politisch nicht mehr in Erscheinung.
In der Regierung Dawda Jawara war er zuvor als Minister für Wirtschaftsplanung und industrielle Entwicklung eingesetzt und wurde ihm dann Mitte August 1989 die Zuständigkeit für Handel, Industrie und Beschäftigung übertragen. Diese Ämter hatte er mindestens bis Ende 1993.